# Wenji Gefersa
Wenji Gefersa – miasto w Etiopii, w regionie Oromia.